# شمس الدين البابلي
شَمْس الدين الباَبِلي (1000 - 1077 هـ / 1591 - 1666 م) هو فقيه شافعي ، من أهل مصر.
هو أبو عبد الله شمس الدين محمد بن علاء الدين البابلي. ولد بقرية بابل (من قرى مصر) ونشأ وتوفي في القاهرة. ولتلميذه عيسى بن محمد المغربي (1077 هـ) كتاب «منتخب الأسانيد في وصل المصنفات والأجزاء والمسانيد» وهو فهرست لمرويات البابلي وشيوخه وسلسلاته. طبع الكتاب عن دار الصديق للطباعة والنشر.